# Friendship (pueblo)
Friendship es un pueblo ubicado en el condado de Allegany en el estado estadounidense de Nueva York. En el año 2000 tenía una población de 1.927 habitantes y una densidad poblacional de 20.5 personas por km².

## Geografía
Friendship se encuentra ubicado en las coordenadas 42°12′34″N 78°8′8″O / 42.20944, -78.13556.

## Demografía
Según la Oficina del Censo en 2000 los ingresos medios por hogar en la localidad eran de $26,439, y los ingresos medios por familia eran $33,542. Los hombres tenían unos ingresos medios de $26,440 frente a los $22,132 para las mujeres. La renta per cápita para la localidad era de $12,552. Alrededor del 21.5% de la población estaban por debajo del umbral de pobreza.